# Jean-Claude Brondani
Jean-Claude Brondani (Houilles, 2 de febrero de 1944) es un deportista francés que compitió en judo.
Participó en los Juegos Olímpicos de Múnich 1972, obteniendo una medalla de bronce en la categoría abierta. Ganó tres medallas en el Campeonato Europeo de Judo entre los años 1964 y 1972.

## Palmarés internacional
| Juegos Olímpicos   | Juegos Olímpicos        | Juegos Olímpicos  | Juegos Olímpicos |
| Año                | Lugar                   | Medalla           | Categoría        |
| ------------------ | ----------------------- | ----------------- | ---------------- |
| 1972               | Múnich (RFA)            | Medalla de bronce | Abierta          |
| Campeonato Europeo |                         |                   |                  |
| Año                | Lugar                   | Medalla           | Categoría        |
| 1964               | Berlín Oriental (RDA)   | Medalla de bronce | +80 kg (A)       |
| 1970               | Berlín Oriental (RDA)   | Medalla de bronce | Abierta          |
| 1972               | Voorburg (Países Bajos) | Medalla de plata  | Abierta          |